# Hàrpal (cràter)

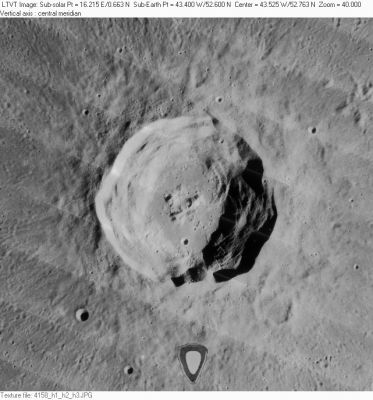
Fotografia de la missió Lunar Orbiter 4

Hàrpal és un cràter d'impacte lunar relativament recent, que es troba en la Mare Frigoris, en la vora oriental del Sinus Roris. Al sud-est de la vora de la mar lunar es troba el petit cràter Foucault, i al nord-oest apareix la plana emmurallada del cràter South.

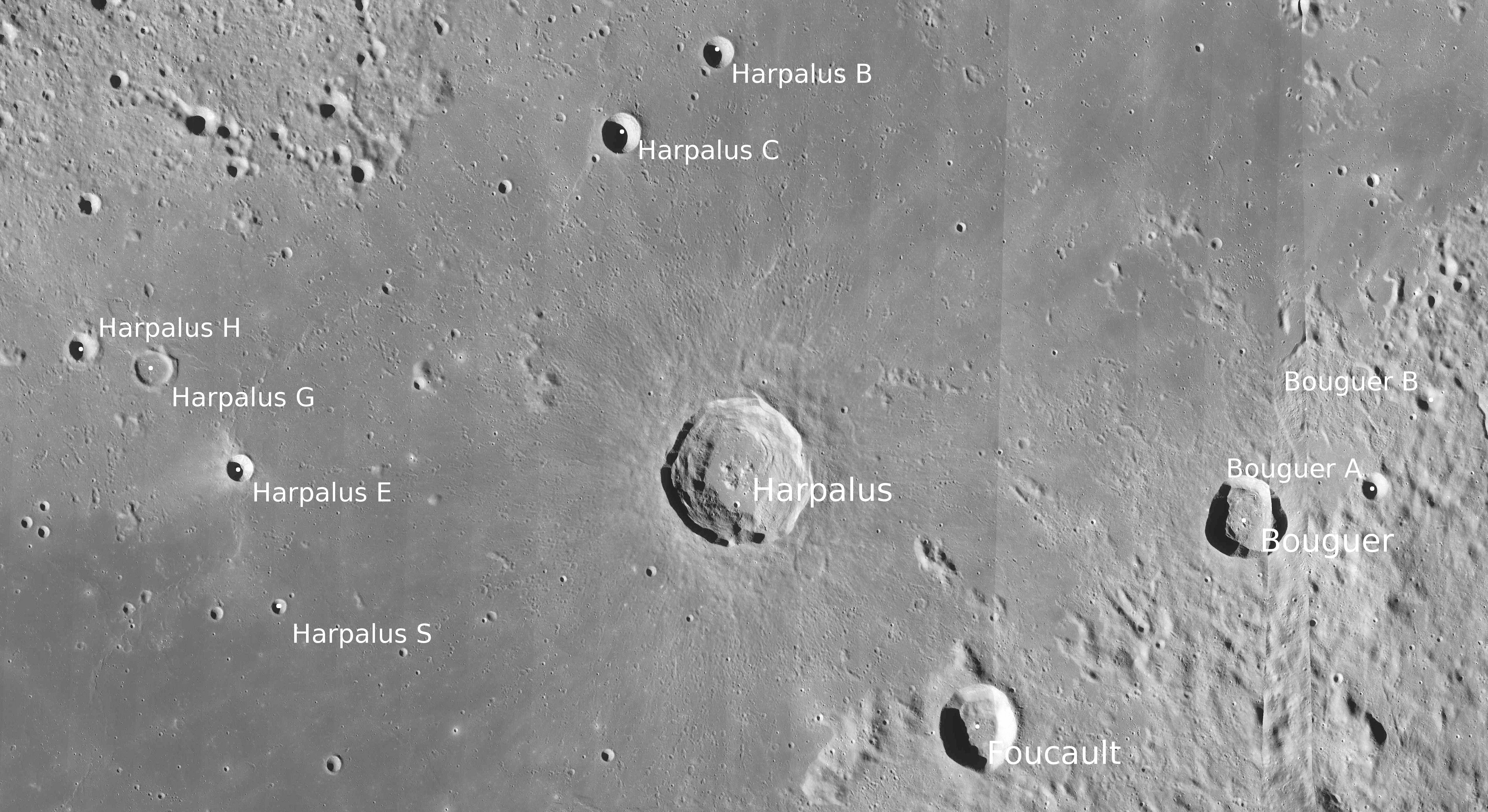
Localització d'Hàrpal. Fotografia de la missió Lunar Reconnaissance Orbiter

La vora d'Hàrpal és afilada, amb pocs senyals de desgast o d'erosió. La paret no és perfectament circular, i amb algunes osques i protrusions exteriors, especialment al llarg de la meitat oriental. Està envoltat per una sèrie de rampes exteriors de materials ejectats, sobretot cap al nord, i es troba al centre d'un petit sistema de marques radials. A causa de la presència d'aquests rajos, Hàrpal és considerat com a part del Període Copernicà.
La superfície interior és presenta una sèrie de terrasses. La paret interior és més estreta en la cara nord, fent que la plataforma interior estigui lleugerament desplaçada en aquesta adreça. Prop del punt mitjà apareix un sistema de crestes centrals d'escassa altura.